# Dysderina keyserlingi
Dysderina keyserlingi är en spindelart som beskrevs av Simon 1907. Dysderina keyserlingi ingår i släktet Dysderina och familjen dansspindlar. Inga underarter finns listade i Catalogue of Life.